# Promozione Umbria 1988-1989
Nella stagione 1988-1989 la Promozione era il sesto livello del calcio italiano ed il primo a livello regionale.
Il campionato era strutturato in vari gironi all'italiana su base regionale, gestiti dai Comitati Regionali di competenza. Promozioni alla categoria superiore e retrocessioni in quella inferiore non erano sempre omogenee; erano quantificate all'inizio del campionato dal Comitato Regionale secondo le direttive stabilite dalla Lega Nazionale Dilettanti, ma flessibili in relazione al numero delle società umbre retrocesse dal Campionato Interregionale, per quanto riguarda la zona retrocessione .
Qui vi sono le statistiche relative al campionato in Umbria.

## Squadre partecipanti
| Squadra              | Città (provincia)                  | Stagione 1987-1988                                                   |
| -------------------- | ---------------------------------- | -------------------------------------------------------------------- |
| Amerina              | Amelia (TR)                        | 1° in Prima Categoria Umbria/B, promossa                             |
| Bastardo             | Bastardo di Giano dell'Umbria (PG) | 4º in Promozione Umbra                                               |
| Deruta               | Deruta (PG)                        | 11º in Promozione Umbra                                              |
| Ellera               | Ellera di Corciano (PG)            | 3º in Promozione Umbra                                               |
| Lama                 | Lama di San Giustino (PG)          | 14º in Promozione Umbra, retrocesso e poi ripescato                  |
| Mar.Col.             | Marcellano di Gualdo Cattaneo (PG) | 6º in Promozione Umbra                                               |
| Nuova Virtus Spoleto | Spoleto (PG)                       | 9º in Promozione Umbra                                               |
| Orvietana            | Orvieto (TR)                       | 5º in Promozione Umbra                                               |
| Petrignano           | Petrignano di Assisi (PG)          | 10º in Promozione Umbra                                              |
| Pianello             | Pianello di Perugia                | 12º in Promozione Umbra                                              |
| Pontevecchio         | Ponte San Giovanni di Perugia      | 2° in Prima Categoria Umbria/B, promossa dopo spareggio inter-girone |
| San Sisto            | San Sisto di Perugia               | 1° in Prima Categoria Umbria/A, promosso                             |
| Spoleto              | Spoleto (PG)                       | 13º in Promozione Umbra                                              |
| Tiberis              | Umbertide (PG)                     | 16º nel Campionato Interregionale/F, retrocesso                      |
| Todi                 | Todi (TR)                          | 15º in Promozione Umbra, retrocesso e poi ripescato                  |
| Valfabbrica          | Valfabbrica (TR)                   | 8º in Promozione Umbra                                               |

## Classifica finale
|  | Pos. | Squadra              | Pt | G  | V  | N  | P  | GF | GS | DR  |
|  | ---- | -------------------- | -- | -- | -- | -- | -- | -- | -- | --- |
|  | 1.   | Ellera               | 46 | 30 | 19 | 8  | 3  | 37 | 11 | +26 |
|  | 2.   | Nuova Virtus Spoleto | 39 | 30 | 14 | 11 | 5  | 37 | 24 | +13 |
|  | 3.   | Tiberis              | 33 | 30 | 10 | 13 | 7  | 28 | 20 | +8  |
|  | 4.   | Amerina              | 33 | 30 | 11 | 11 | 8  | 44 | 38 | +6  |
|  | 5.   | Pontevecchio         | 31 | 30 | 10 | 11 | 9  | 34 | 28 | +6  |
|  | 6.   | Mar.Col.             | 31 | 30 | 9  | 13 | 8  | 26 | 27 | -1  |
|  | 7.   | Pianello             | 30 | 30 | 10 | 10 | 10 | 33 | 30 | +3  |
|  | 8.   | Lama                 | 29 | 30 | 9  | 11 | 10 | 25 | 25 | 0   |
|  | 9.   | San Sisto            | 29 | 30 | 8  | 13 | 9  | 19 | 20 | -1  |
|  | 10.  | Deruta               | 29 | 30 | 8  | 13 | 9  | 29 | 33 | -4  |
|  | 11.  | Orvietana            | 28 | 30 | 7  | 14 | 9  | 23 | 27 | -4  |
|  | 12.  | Valfabbrica          | 28 | 30 | 7  | 14 | 9  | 30 | 31 | -1  |
|  | 13.  | Spoleto              | 28 | 30 | 8  | 12 | 10 | 32 | 35 | -3  |
|  | 14.  | Bastardo             | 24 | 30 | 5  | 14 | 11 | 29 | 38 | -9  |
|  | 15.  | Petrignano           | 21 | 30 | 5  | 11 | 14 | 18 | 35 | -17 |
|  | 16.  | Todi                 | 21 | 30 | 5  | 11 | 14 | 23 | 45 | -22 |

Legenda:

      Promossa nel Campionato Interregionale 1989-1990.
      Retrocessa in Prima Categoria Umbria 1989-1990.
Regolamento:

Due punti a vittoria, uno a pareggio, zero a sconfitta.
A parità di punteggio valevano gli scontri diretti. In caso di pari merito in zona promozione e/o retrocessione si doveva giocare una gara di spareggio.
Note:
Orvietana, Valfabbrica e Spoleto terminarono il campionato a pari punti. La classifica avulsa premiò l'Orvietana con la salvezza diretta, mentre le altre due squadre dovettero disputare uno spareggio che sancì la permanenza in categoria del Vafabbrica.

### Spareggi

#### Spareggio retrocessione
|             | Risultati |         | Luogo e data |
| ----------- | --------- | ------- | ------------ |
| Valfabbrica | 2-1 (dts) | Spoleto | Bastia Umbra |
|             |           |         |              |